# Caisse nationale de prévoyance sociale (Cameroun)
Pour les autres articles nationaux ou selon les autres juridictions, voir Caisse nationale de la prévoyance sociale.
La Caisse nationale de prévoyance sociale (acronyme CNPS) est un établissement public camerounais doté de la personnalité juridique et jouissant de l'autonomie financière.
Elle est placée sous la tutelle du ministère du travail et de la sécurité sociale et administrée par un conseil d'administration composé de représentants des travailleurs, de représentants des employeurs et des représentants des pouvoirs publics.

## Histoire
La CNPS est créée le 7 juin 1967. Avec le décret n°354/2018 du 07 juin 2018, il devient Établissement Public à caractère spécial.
Elle couvre les Prestations Familiales (PF), les Pensions de Vieillesse, d’Invalidité et de Décès (PVID), les Risques Professionnels (RP).
La CNPS : Caisse nationale de prévoyance sociale du Cameroun est membre de la Conférence Interafricaine de la Prévoyance sociale (CIPRES)

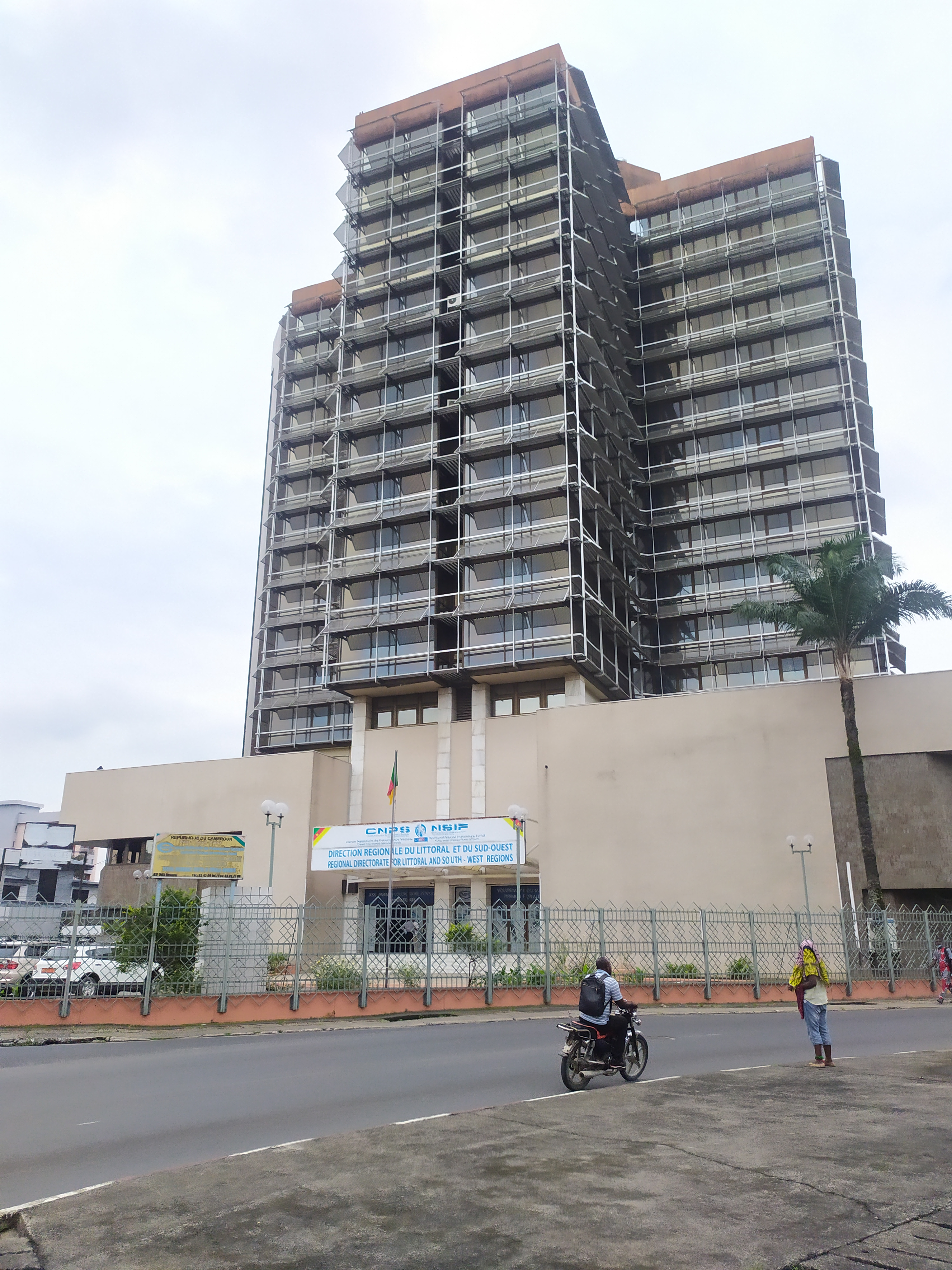
Immeuble de délégation régionale de la CNPS à Douala

## Missions
La Caisse nationale de prévoyance sociale est chargée d'assurer, dans le cadre de la politique de protection sociale du gouvernement camerounais, le service des prestations aux travailleurs assurés et à leurs ayants droit. À ce titre, elle gère différentes branches de prestations réparties ainsi qu'il suit : 
- Les prestations familiales : allocations familiales, prise en charge du congé de maternité, frais médicaux liés à la grossesse… ;
- Les prestations de vieillesse, d'invalidité et de décès : pension ou allocation de vieillesse, pension ou allocation de survivant, frais funéraires… ;
- Les prestations d'accident de travail et de maladies professionnelles : prise en charge des frais médicaux（après le secours d'urgence), et des frais de prothèse… ;
- Les prestations d'action sanitaire et sociale : écoles, hôpitaux, centres sociaux.

Pour accomplir sa mission, la CNPS du Cameroun recouvre des cotisations salariales et patronales qui constituent l'essentiel de ses ressources.
Sont donc exclus de fait les chômeurs, les salariés du secteur informel et l'auto-emploi. Seuls les travailleurs déclarés à la CNPS, qui perçoivent en rapport avec leur période réelle d'activité un salaire, peuvent prétendre aux prestations servies par cet organisme.
Une nouvelle catégorie de personnes est également prise en charge  grâce au décret no 2014/2377/PM du 13 août 2014 fixant les conditions et les modalités de prise en charge des assurés volontaires au régime d'assurance pensions de vieillesse, d'invalidité et de décès.

### Administration
La CNPS a : 
- trente-huit (38) centres de prévoyance sociale,
- un centre hospitalier,
- deux (02) centres médico- sociaux et
- une école.

pour ses des cotisants, la CNPS compte 38 620 employeurs actifs en 2019 (35 555 en 2018) et 1 553 653 assurés sociaux (1 471 446 en 2018).

### Liste de dirigeants
Le tableau ci-dessous présente une liste des dirigeants de la CNPS,, notamment les fonctions de Président de Conseil d'Administration (PCA), Directeur Général (DG) et Directeur Général Adjoint (DGA).
| Diirigeant                             | Periode | PCA | DG | DGA |
| -------------------------------------- | --- | --- | -- | --- |
| Victor Ayisso Mvodo                    | (9 Septembre 1968 – 21 Août 1974)                                                                                  | ✔️  |    |     |
| Hamadou Moustapha                      | (21 Aout 1974 – 4 Juillet 1975)                                                                                    | ✔️  |    |     |
| Amadou Ali                             | (5 Juillet 1975 – 24 Octobre 1982)                                                                                 | ✔️  |    |     |
| Mohamadou Labarang                     | (25 Octobre 1982 – 17 Décembre 1991)                                                                               | ✔️  |    |     |
| El Hadj Abba Ousmane Mey               | (18 Décembre 1991 – 20 Janvier 2016)                                                                               | ✔️  |    |     |
| Mohamadou née Bilitte Haman Djoda      | (depuis 13 Novembre 2017).                                                                                         | ✔️  |    |     |
| Salomon Elogo Metomo                   | (12 Juin 1967 – 10 Novembre 1974, (Directeur des services), et 11 novembre 1974 – 23 Mai 1980 (Directeur General). |     | ✔️ |     |
| Arnold Mundi Ko'o                      | (23 Mai 1980 – Juillet 1981).                                                                                      |     | ✔️ |     |
| Joseph Zambo                           | (11 Juillet 1981 – 12 Avril 1983, died on 10 Novembre 2015).                                                       |     | ✔️ |     |
| Pierre-Désiré Engo                     | (12 Avril 1981 – 2 Septembre 1999).                                                                                |     | ✔️ |     |
| Louis-Paul Motaze                      | (2 Septembre 1999 – 7 Avril 2008).                                                                                 |     | ✔️ |     |
| Noël Alain Olivier Mekulu Mvondo Akame | (depuis 7 Avril 2008).                                                                                             |     | ✔️ |     |
| Joseph Adolphe Sadjue                  | (12 Novembre 1974 – Octobre 1999).                                                                                 |     |    | ✔️  |
| Lysette Ngatchou                       | (depuis Octobre 1999).                                                                                             |     |    | ✔️  |

## Voir Aussi